# Dmitri Ustínov
Dmitri Fiódorovich Ustínov (En ruso: Дмитрий Фёдорович Устинов) (n. Samara, 17 de octubre de 1908-f. Moscú, 20 de diciembre de 1984) fue un militar y político soviético, ministro de Defensa y Mariscal de la Unión Soviética. 
Ustínov nació en Samara en el seno de una familia obrera. Comenzó a trabajar de joven como ajustador en una fábrica de papel y como mecánico, viajando a estudiar Ingeniería a Leningrado. Se afilió al Partido Comunista de la Unión Soviética en 1927. 
Cuando la Alemania Nazi invadió la Unión Soviética en 1941, Iósif Stalin escogió a Ustínov, que tenía 33 años y era director de la fábrica de armas Bolchevique de Leningrado, para supervisar la evacuación de la industria de defensa al este, hacia los Urales, lejos del alcance de la aviación alemana. Stalin lo galardonó por su trabajo, llamándolo la cabeza roja, con la mayor condecoración civil soviética, la de Héroe del Trabajo Socialista. Ese mismo año fue nombrado Ministro de Armamentos. 
En 1957, fue elegido viceprimer ministro. Miembro candidato del Politburó desde 1965, no fue elegido miembro de pleno derecho hasta que fue nombrado ministro de Defensa en 1976, al tiempo en el que fue nombrado también mariscal de la Unión Soviética.
Ustínov era visto como el perfecto candidato conservador para suceder a Yuri Andrópov como Secretario General del PCUS en 1984. Sin embargo, el nombramiento de Konstantín Chernenko permitió fortalecerse a las fuerzas reformistas lideradas por Mijaíl Gorbachov, que sería finalmente el Secretario General tras la muerte de Chernenko en 1985. 
El 7 de noviembre de 1984, las cámaras de televisión soviéticas esperaban grabarlo presenciando la parada militar en la Plaza Roja en el aniversario de la Revolución de Octubre, pero nunca apareció. Había contraído neumonía en octubre. Fue operado de urgencia, sufriendo posteriormente una parada cardíaca y falleciendo. Fue homenajeado con un funeral de Estado y enterrado en la Necrópolis de la Muralla del Kremlin el 24 de diciembre. 
Tras su muerte, la ciudad de Izhevsk fue nombrada Ustínov en su honor, pero bajo el mandato de Mijaíl Gorbachov las ciudades renombradas en honor de recientes dirigentes soviéticos retornaron a sus antiguas denominaciones. Es además la persona que más veces ha sido condecorado con la Orden de Lenin, recibiéndola en once oportunidades.